# Toña la Negra
Toña la Negra (Maria Antonia del Carmen Peregrino Álvarez; * 12. Oktober 1912 in Veracruz; † 16. Dezember 1982 in Mexiko-Stadt) war eine mexikanische Sängerin.
Toña la Negra hatte nie eine formale musikalische Ausbildung. Sie trat bereits als Kind bei Familienfeiern auf. 1932 ging sie nach Mexiko-Stadt und lernte dort Agustín Lara kennen und wurde die bedeutendste Interpretin seiner Boleros. Er komponierte Lamento Jorocho für sie, und Titel wie Noche criolla, Palemras, Cancionera naci und Cenizas wurden mit ihr identifiziert. Auch Werke von Komponisten wie Rafael Hernández Marín und Miguel Valladares zählten zu ihrem Repertoire.
In den 1940er und 1950er Jahren, dem Goldenen Zeitalter des Bolero, hatte sie große Erfolge als Sängerin im lateinamerikanischen Raum. Sie trat im Theater und im Rundfunk auf und wirkte in Filmen wie En carne viva (1951), Revancha (1948) und Humo en los ojos (1946) mit. Ihre Geburtsstadt ehrte sie nach ihrem Tod mit einer Statue auf dem zentralen Platz, und die mexikanische Post nahm ihr Gesicht in die Briefmarkenserie Radiolegenden auf.